# Unica Zürn
Unica Zürn (* 6. Juli 1916 in Berlin-Grunewald als Nora Berta Unika Ruth Zürn; † 19. Oktober 1970 in Paris) war eine deutsche Schriftstellerin und Zeichnerin.

## Leben und Wirken
Nora Zürn war eine Tochter aus der zweiten Ehe des Autors und ehemaligen Kolonialbeamten Ralph Zürn (1873–1930) mit Helene Pauline Heerdt. Die Ehe hielt bis 1930. Ihr Vater heiratete 1931 eine Dänin und ihre Mutter im gleichen Jahr Heinrich Doehle.
Nora Zürn verbrachte ihre Kindheit in der elterlichen Villa in Berlin-Grunewald. 1930 ließen ihre Eltern sich scheiden, das Haus wurde verkauft. Sie besuchte in Berlin das Gymnasium, das sie jedoch vor der Reifeprüfung mit 15 Jahren verließ, um ihr Geld als Schreibkraft zu verdienen. Schon früh wollte sie Schriftstellerin werden wie ihr Vater, ein ehemaliger Armee-Angehöriger, Schriftsteller, Journalist und Verleger. Von 1934 bis 1942 war sie bei der Ufa angestellt, anfangs als Sekretärin und Archivarin, später als Dramaturgin für Werbefilme. 1942 heiratete sie Erich Laupenmühlen, mit dem sie zwei Kinder hatte. 1949 wurde die Ehe geschieden, der Vater bekam das Sorgerecht zugesprochen. Von 1949 bis 1955 verdiente sie sich ihren Lebensunterhalt mit dem Verfassen von Geschichten für Hörspiele und Berliner Zeitungen. Trotz ihrer angespannten finanziellen Lage schrieb sie in dieser von ihr produktiv empfundenen Zeit zwischen 1945 und 1955 hundertzweiunddreißig Geschichten und acht Hörspiele und ließ sich vom Maler Alexander Camaro in die Grundlagen des Zeichnens einweisen.
1953 lernte Zürn den Künstler Hans Bellmer kennen, mit dem sie in der Folge eine enge Beziehung verband. Zürn folgte ihm nach Paris, wo sie anfing zu zeichnen und Anagramme zu verfassen. 1953 und 1957 wurden ihre Zeichnungen in Paris ausgestellt. Ab 1957 unterhielt sie Kontakte zu den Pariser Surrealisten Hans Arp, André Breton, Marcel Duchamp, Max Ernst und Henri Michaux und begann mit der Arbeit an surrealistischen Prosastücken.

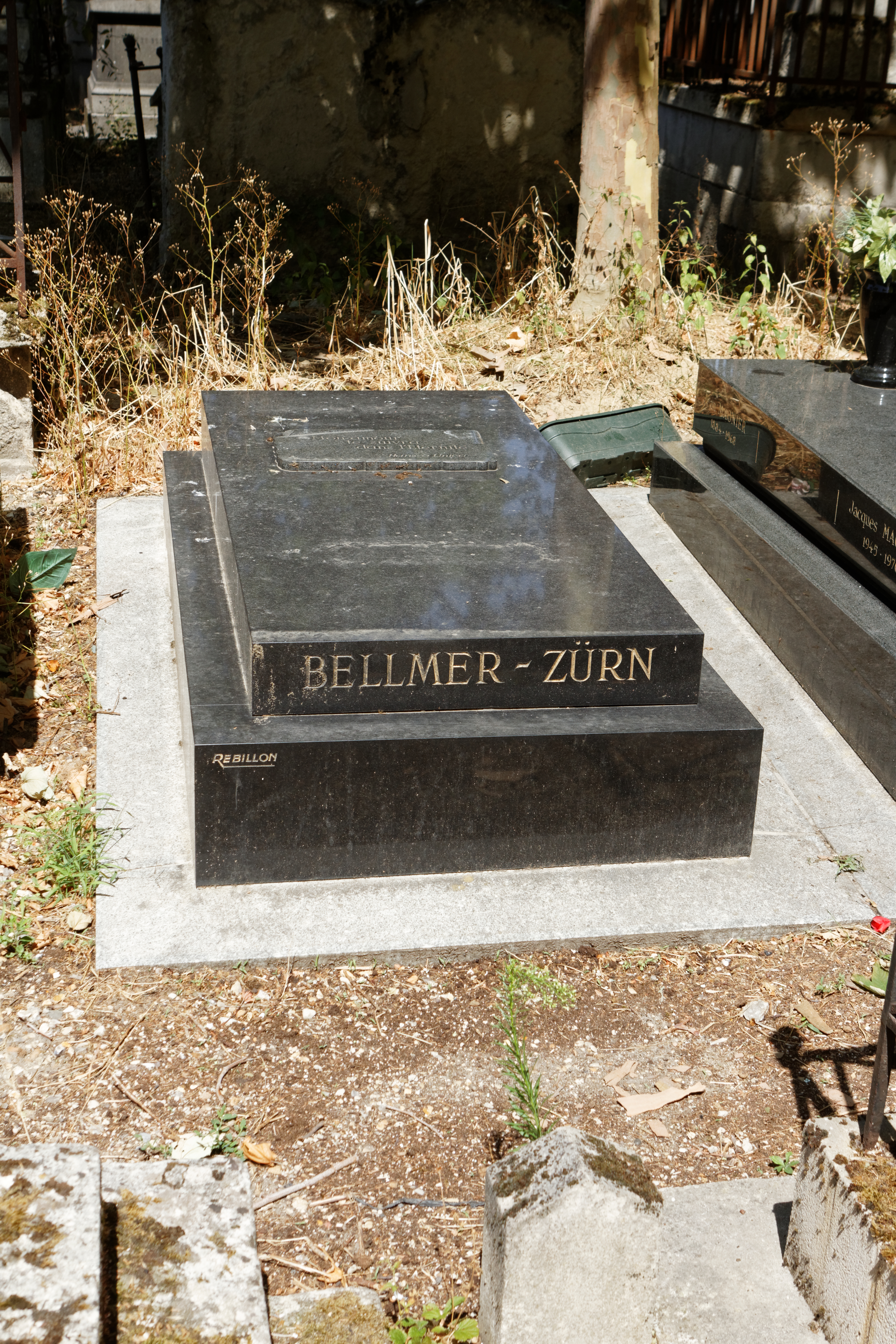
Grabstein von Unica Zürn und Hans Bellmer auf dem Cimetière du Père-Lachaise

Im Jahr 1959 war Unica Zürn Teilnehmerin der documenta II in Kassel in der Abteilung Graphik. Anfang der sechziger Jahre kam bei ihr eine paranoide Schizophrenie zum Ausbruch. 1960/61 hielt sie sich daher in den Wittenauer Heilstätten Berlin und von September 1961 bis März 1963 in der psychiatrischen Klinik Centre hospitalier Sainte-Anne in Paris auf, und auch in den folgenden Jahren kam es noch mehrfach zu Krankenhausaufenthalten mit halluzinatorischen Perioden und langen Depressionen. Während dieser Zeiten entstanden mehrere Hefte mit Zeichnungen. Als 1967 die Kestnergesellschaft in Hannover eine Bellmer-Ausstellung zeigte, waren parallel in der dortigen Galerie Brusberg Arbeiten von Unica Zürn zu sehen. Den Sommer 1970 verbrachte sie in der offenen psychiatrischen Klinik Château de la Chesnaie de Chailles. Hier besserte sich ihr Zustand zum ersten Mal seit Ausbruch der Krankheit merklich. Am 18. Oktober wurde sie für ein paar Tage vom Klinikaufenthalt beurlaubt und verbrachte eine „Nacht ruhiger Gespräche mit dem Gefährten“ Bellmer. Am Tag darauf nahm sie sich das Leben, indem sie aus dem Fenster ihrer und Bellmers Wohnung sprang. Bellmer starb 1975 vereinsamt in Paris. Unica Zürns und Hans Bellmers Grabstelle liegt auf dem Cimetière du Père-Lachaise (Division 9).
Unica Zürns literarisches Werk, das zu Lebzeiten wenig beachtet wurde, besteht zum einen aus autobiografisch geprägter und häufig fragmentarischer Prosa, die vor allem ihre Liebesbeziehungen, ihre Krankheit und deren Behandlung zum Thema hat, zum anderen aus poetischen Texten, von denen ihre 123 Anagramm-Gedichte am bedeutendsten sind.

## Literarische Arbeiten
Die bekanntesten Schriften und Kunstwerke von Zürn entstanden zwischen 1950 und 1970. Zürns Umzug nach Paris ermöglichte es ihr, offen über Themen wie häusliche Gewalt, Abtreibung und sexueller Missbrauch zu schreiben. In Deutschland hatte sie ihren Roman nicht veröffentlichen können. Zu den von ihr publizierten Texten gehören Hexentexte (1954), ein Buch bestehend aus Anagrammgedichten und Zeichnungen, sowie Dunkler Frühling (1967) und Der Mann im Jasmin (1971), die sich beide in Paris einer großen Beliebtheit erfreuten. Eine Aggression dem weiblichen Körper gegenüber zeigt sich in Zürns Erzählungen, welche häufig aus inneren Dialogen bestehen.
Der Großteil ihrer späteren Texte folgt Zürns eigenen Lebenserfahrungen. Dunkler Frühling ist eine Art Entwicklungsroman, welcher von den ersten sexuellen Begegnungen einer jungen Frau sowie den ersten Anzeichen ihrer psychischen Erkrankung erzählt. Zahlreiche archetypische Figuren prägen den Roman: der idealisierte Vater, die geächtete Mutter und das problembeladene Mädchen mit masochistischen Tendenzen. Ebenso scheint Zürns Tod im Text vorausblickend angedeutet zu werden, zumal sich schließlich die Protagonistin von Dunkler Frühling durch einen Sprung aus ihrem Schlafzimmerfenster das Leben nimmt.

## Visuelle Arbeiten
Zu Zürns visuellen Arbeiten zählen Ölmalerei, Aquarelle, Skizzen, Tintenzeichnungen und Postkarten. Zwar produzierte Zürn einige Malereien in den frühen 1950er Jahren, doch arbeitete sie vor allem mit Tinte, Bleistift und Gouache. Ihre fantastischen, präzise umgesetzten Arbeiten werden bevölkert von imaginären Pflanzen, Chimären und amorphen humanoiden Formen, welche manchmal mehrere Gesichter, die aus ihren verzerrten Körpern hervorgehen, aufweisen. Augen sind dabei allgegenwärtig, und die Zeichnungen sind geprägt von komplizierten und sich wiederholenden Markierungen. Gewalt und Verformung sind zwei charakteristische Eigenschaften, die sowohl im Herstellungsprozess als auch im Endprodukt von Zürns visuellem Werk vorhanden sind. Sie behandelte das Zeichnen als einen Schöpfungsprozess, der von einer Zerstörung oder Dekonstruktion der Form abhängt und das Bild transformiert. Das Dekonstruktive zeigt sich auch in Zürns Rekreation von Bedeutung und Wörtern in ihren Anagramm-Schriften. Im Gegensatz zu ihren Schriften zirkulierten ihre grafischen Arbeiten kaum außerhalb von Privatsammlungen, Auktionen, Galerielagern und nationalen Archiven. Während ihrer Karriere setzte sich Zürn nicht beständig für das Bekanntwerden ihrer visuellen Arbeiten ein.
Im Jahr 1953 stellte Zürn erstmals ihre automatischen Zeichnungen in der Galerie Le Soleil dans la Tête in Paris aus. André Breton, Man Ray, Hans Arp, Joyce Mansour, Victor Brauner und Gaston Bachelard gehörten zu den Künstlern, welche die Ausstellung besuchten. Zürns Arbeiten wurden gut aufgenommen. Doch trotz dieses Erfolgs bewarb Zürn ihre visuellen Arbeiten weiterhin nicht aktiv.
Ihre großformatige Arbeit Untitled (1965) zeigt sich wiederholende und überlappende menschliche Köpfe im Mittelpunkt. Die 65 × 50 cm große Zeichenfläche ist gefüllt mit runden Linien, welche eine Mehrzahl an veränderbarer Porträts erzeugen. Zürn nutzte hierbei primär Tinte und Gouache. Jedes Gesicht verändert und verschmilzt dabei mit einem der anderen Porträts in diversen Größen und Expressionen. Das Übereinander-Schichten all dieser Zeichnungen generiert eine monströse Entität, wobei die Repetition das Gesicht manipuliert und entstellt. Zürns Schichten von Gesichtern macht es für den Betrachter unmöglich, die Anzahl der abgebildeten Personen im Porträt zu bestimmen, ohne nicht zunehmend weitere Kombinationen von Augen, Nasen, Lippen und Augenbrauen zu finden und damit neue Porträts zu erschließen.
Zürns Zeichenmethode, das manuelle, repetitive Schichten von Linien, ähnelt dem Prozess des Anagramm-Schreibens, bei dem neue Wörter und Sätze aus den vorhandenen Buchstaben eines anderen Wortes oder Satzes geschaffen werden. Viele ihrer Bildkompositionen teilen diese facettenreiche Qualität und entwickeln eine visuelle Sprache von Rekonstruktion und Transformation.
Zürn ist laut Suleiman eine der wenigen Frauen, die mit der surrealistischen Bewegung assoziiert werden; andere sind beispielsweise Leonora Carrington, Dorothea Tanning, Kay Sage, Eileen Agar, Ithell Colquhoun, Toyen, Leonor Fini und Valentine Hugo.

## Ehrung
Rainer Werner Fassbinders Filmdrama Despair – Eine Reise ins Licht (1978) ist neben Antonin Artaud und Vincent van Gogh auch Unica Zürn gewidmet.
Oskar Pastior fand für Unica Zürns Namen das Anagramm: „Unica Zuern – Azur in nuce“ (‚Himmelsblau in einer Nußschale‘).

## Werke
- Hexentexte. Berlin 1954.
- Dunkler Frühling. Hamburg 1969.
- Der Mann im Jasmin. Frankfurt am Main u. a. 1977.
- Im Staub dieses Lebens. Berlin 1980.
- Das Weiße mit dem roten Punkt. Berlin 1981.
- Das Haus der Krankheiten. Berlin 1986.
- Gesamtausgabe. Verlag Brinkmann & Bose, Berlin, ISBN 3-922660-34-7.
  - Band 1. Anagramme. 1988, ISBN 3-922660-30-4.
  - Band 2. Prosa 1. 1989, ISBN 3-922660-31-2.
  - Band 3. Prosa 2. 1991, ISBN 3-922660-32-0.
  - Band 4,1. Prosa 3. 1991, ISBN 3-922660-43-6.
  - Band 4,2. Prosa 4. 1998, ISBN 3-922660-49-5.
  - Band 4,3. Anmerkungen, Briefe, Dokumente. 1999, ISBN 3-922660-70-3.
  - Band 5. Aufzeichnungen. 1989, ISBN 3-922660-33-9.
  - Band 6. Briefe, Dokumente, Hörfunk. 2001, ISBN 3-922660-72-X.
- Les jeux à deux. Berlin 1989.
- Orakel und Spektakel. Berlin 1990.
- mit Hans Bellmer: Lettres au docteur Ferdière. Paris 1994.

## Ausstellungskataloge
- Unica Zürn: Aquarelle, Zeichnungen, Radierungen. Galerie Brusberg, Hannover 1967.
- Unica Zürn: Bilder 1953–1970. Verlag Brinkmann & Bose, Berlin 1998, ISBN 3-922660-71-1.
- Unica Zürn: Alben. Verlag Brinkmann & Bose, Berlin 2009, ISBN 978-3-940048-06-6.
- Unica Zürn – Camaro – Hans Bellmer. In Berlin: Arbeiten der 40er bis 60er Jahre. Verlag Brinkmann & Bose, Berlin 2016, ISBN 978-3-940048-26-4.

## Vertonungen
- Bernhard Arndt: Anagramme
- Unsuk Chin: Kalá (2000) für Sopran, Bass, gemischten Chor und Orchester. Texte: Gerhard Rühm, Inger Christensen, Unica Zürn, Gunnar Ekelöf, Arthur Rimbaud, Paavo Haavikko. Uraufführung 9. März 2001 in der Göteborger Konzerthalle; Piia Komsi (Sopran), Martin Snell (Bass), Göteborger Symphoniker, Chor der Göteborger Symphoniker, Dirigent: Péter Eötvös

3. Der Tod ist die Sehnsucht meines Lebens (Zürn) – 5. Die Zeit ist das Brot von dem wir uns nähren (Zürn)
- Uwe Strübing: Sechs Unicate für V. D. (op. 37; 1998). Liedzyklus für Sopran und Klavier. Texte: Anagramme von Unica Zürn. UA 5. Oktober 2000 Schwandorf (Oberpfälzer Künstlerhaus); Valentine Deschenaux (Sopran), Rume Urano (Klavier)

1. Ich weiss nicht, wie man die Liebe macht – 2. Werde ich dir einmal begegnen? – 3. Stille Wasser sind tief – 4. Dans ta lumière, dans ton ampleur, dans ton horreur – 5. Und scheert ihr Rosenbaertlein ab – 6. Ich weiss, wie man die Wollust macht
- Burkhard Stangl: Drei Lieder (1994) für drei Frauenstimmen und Ensemble nach Anagrammgedichten von Unica Zürn. Uraufführung 26. Oktober 1994, Akademie der bildenden Künste Wien; Sainkho Namtchylak, Renate Burtscher, Eva Hosemann (Gesang), Ensemble Maxixe

1. Das Leben ist schoen – 2. Ich weiss nicht, wie man die Liebe macht – 3. Niemand hoert auf zu leben
- Iris Drögekamp und Thomas Weber: Das Haus der Krankheiten. Hörspiel. Musik: Kammerflimmer Kollektief. SWR 2014